# Несеуд
Несеуд (рум. Năsăud) — місто у повіті Бистриця-Несеуд в Румунії. Адміністративно місту підпорядковані такі села (дані про населення за 2002 рік):
- Лушка (635 осіб)
- Лівіу-Ребряну (793 особи)

Місто розташоване на відстані 342 км на північ від Бухареста, 18 км на північний захід від Бистриці, 83 км на північний схід від Клуж-Напоки.

## Населення
За даними перепису населення 2002 року у місті проживали 10 582 особи.
Національний склад населення міста:
| Національність   | Кількість осіб | Відсоток |
| ---------------- | -------------- | -------- |
| румуни           | 10088          | 95,3%    |
| цигани           | 374            | 3,5%     |
| угорці           | 100            | 0,9%     |
| німці            | 12             | 0,1%     |
| українці         | 3              | < 0,1%   |
| росіяни-липовани | 2              | < 0,1%   |
| турки            | 1              | < 0,1%   |

Рідною мовою назвали:
| Мова       | Кількість осіб | Відсоток |
| ---------- | -------------- | -------- |
| румунська  | 10206          | 96,4%    |
| циганська  | 304            | 2,9%     |
| угорська   | 57             | 0,5%     |
| німецька   | 9              | 0,1%     |
| російська  | 2              | < 0,1%   |
| українська | 1              | < 0,1%   |
| турецька   | 1              | < 0,1%   |

Склад населення міста за віросповіданням:
| Релігія                                       | Кількість осіб | Відсоток |
| --------------------------------------------- | -------------- | -------- |
| православні                                   | 9333           | 88,2%    |
| п'ятдесятники                                 | 501            | 4,7%     |
| греко-католики                                | 294            | 2,8%     |
| римо-католики                                 | 145            | 1,4%     |
| баптисти                                      | 132            | 1,2%     |
| реформати                                     | 64             | 0,6%     |
| не релігійні                                  | 15             | 0,1%     |
| старообрядці                                  | 10             | 0,1%     |
| лютерани (Синодально-пресвітеріанська церква) | 7              | 0,1%     |
| атеїсти                                       | 5              | < 0,1%   |
| адвентисти                                    | 4              | < 0,1%   |
| бретрени                                      | 3              | < 0,1%   |
| лютерани (Аугсбурзького сповідання)           | 2              | < 0,1%   |
| мусульмани                                    | 1              | < 0,1%   |
| унітарії                                      | 1              | < 0,1%   |
| не вказали релігію                            | 4              | < 0,1%   |

## Зовнішні посилання
- Дані про місто Несеуд на сайті Ghidul Primăriilor